# 9e Bataillon (Régiment de défense de l'Ulster)
Pour les articles homonymes, voir 9e bataillon.
Le 9e bataillon (Comté d'Antrim), Régiment de Défense de l'Ulster, a été formé en 1972 à partir de deux compagnies du 1er bataillon UDR, créant ainsi un deuxième bataillon dans le comté d'Antrim. Il a été fusionné avec le 1er UDR en 1984 pour former le 1/9 UDR.

## Histoire
Le bataillon a été formé en 1972 à partir des deux compagnies du 1er bataillon du Régiment de Défense de l'Ulster qui étaient basées dans le sud du comté, créant ainsi un deuxième bataillon dans le comté d'Antrim. Le quartier général du bataillon, la compagnie HQ et une autre compagnie étaient basés à Steeple Camp, Antrim, un vestige de la Seconde Guerre mondiale à côté de la gare. Deux compagnies étaient basées à Lisburn et une à Carrickfergus.
Le premier commandant était le lieutenant-colonel "Paddy" Liddle, qui était auparavant commandant de compagnie à temps partiel au sein du 1er bataillon (Comté d'Antrim). Liddle avait servi pendant la guerre au sein des Royal Ulster Rifles et avait suivi les cours de l'école d'état-major de l'armée. Il est le seul officier de l'UDR à avoir été promu au commandement d'un bataillon.

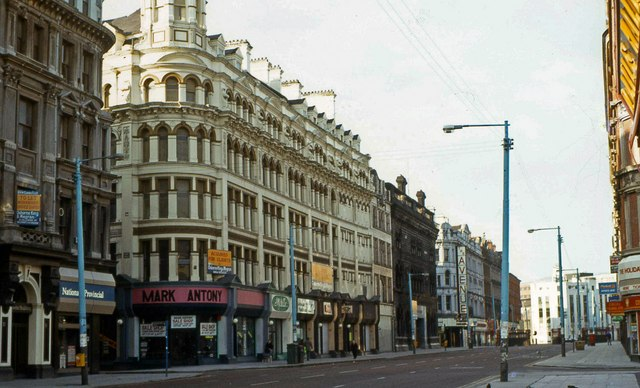
Le Grand Central Hotel, utilisé comme lieu d'hébergement par le 9 UDR

Le bataillon est mobilisé, avec le reste du régiment, pour l'opération Motorman. L'UDR a fourni 5300 soldats en soutien à l'armée régulière. Ensuite, un bataillon de 9 UDR a été mobilisé pour aider à garder le nouveau segment du centre-ville de Belfast. Il s'agissait d'une zone située dans le cœur commercial de Belfast, où 41 rues avaient été fermées par des barbelés et des clôtures en acier afin d'empêcher l'introduction d'explosifs. Aucune voiture ne pouvait y être garée et tous les acheteurs et travailleurs qui entraient dans les quelques rues ouvertes étaient fouillés. Un hébergement leur a été trouvé dans l'ancien Grand Central Hotel de Royal Avenue, qui servait de base militaire pour le centre-ville.

## Victimes
Le caporal L. Colin Houston, âgé de 30 ans, a été tué à son domicile de Dunmurry par des hommes armés de l'Armée irlandaise de libération nationale le 20 janvier 1984. Le caporal L. Colin Houston est mort dans les bras de sa femme. Il venait de rejoindre l'équipe de formation du camp d'entraînement de l'UDR à Ballykinlar.

## Personnel notable
- Soldats du régiment de défense de l'Ulster
- Officiers du régiment de défense de l'Ulster

## Voir également
- Liste des bataillons et des sites du régiment de défense d'Ulster